# Rieul de Senlis
Pour les articles homonymes, voir Rieul.
Rieul de Senlis (mort fin IVe siècle - début Ve siècle ?), fut le premier évêque de Senlis. Il est reconnu saint par l'Église catholique et l'Église Orthodoxe.

## Biographie
Rieul de Senlis fut peut-être l'un des compagnons de Denis de Paris et de Lucien de Beauvais qui aurait évangélisé Senlis dans l'Oise et en aurait été son premier évêque durant plus de quarante ans. Sa fête patronale est le 30 mars.
On confond parfois Rieul de Senlis et Regulus d'Arles. Sur cette question, les historiens sont partagés. Certains comme le martyrologe Rosenlis disent que saint Rieul fut évêque d'Arles et qu'il est mort à Senlis, d’autres comme les Bollandistes, n'ont pas hésité à trancher la difficulté, en faisant deux saints Rieul, l'un évêque d'Arles, l'autre évêque de Senlis. L'historien du Valois, Claude Carlier, trouve même dans l'existence de reliques en deux lieux différents, Arles et Senlis, une preuve sans réplique, que l'évêque d'Arles et l'évêque de Senlis sont deux personnes différentes. Toutefois il est notoire que des reliques multiples existent fréquemment d'un même saint.

## Les reliques

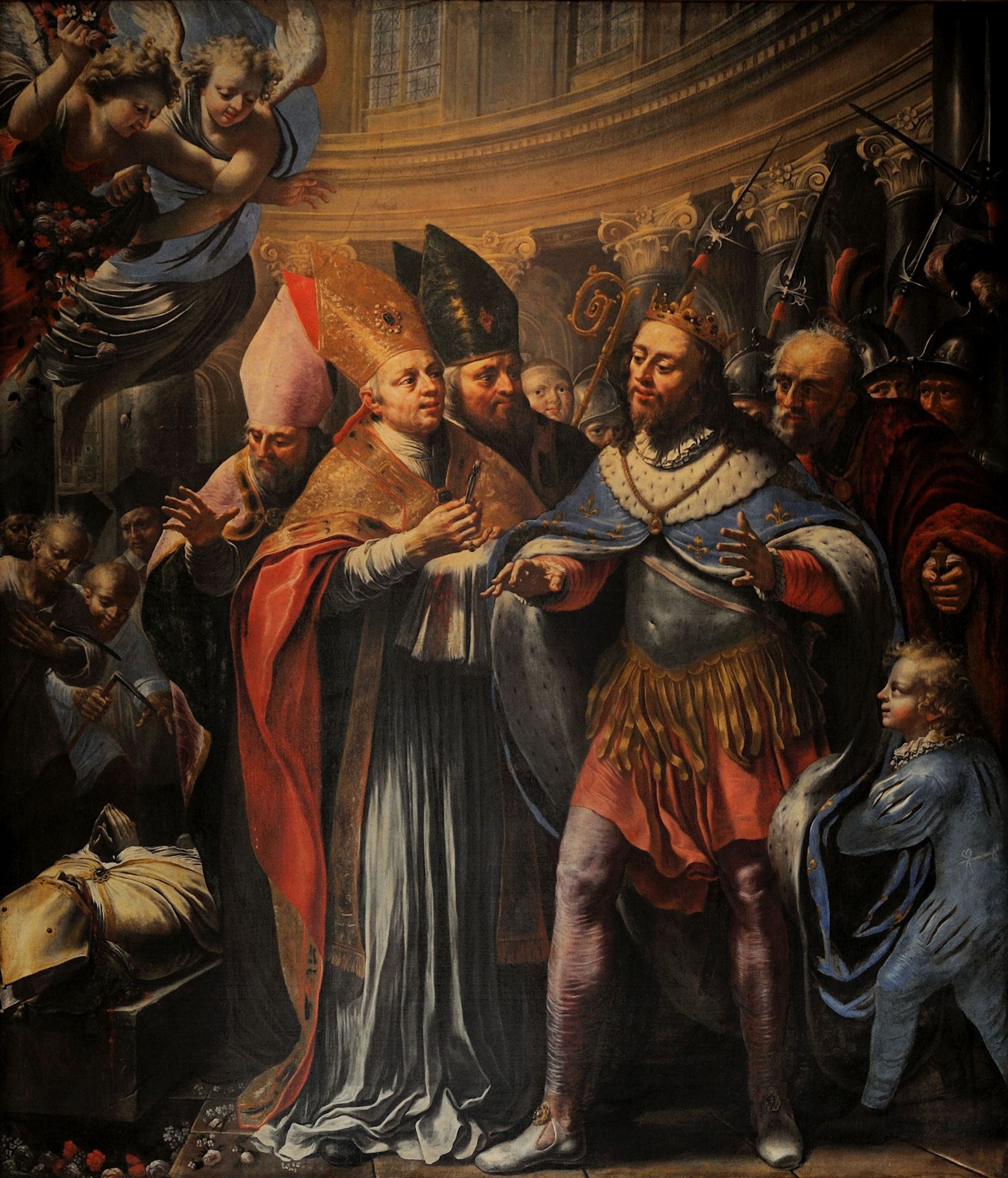
Le Miracle de la dent de Saint Rieul, peint en 1645 par Mathieu Frédeau. Conservé en la cathédrale de Senlis, il provient de l'ancienne église de Saint-Rieul. Peinture classée monument historique le 9 juin 1925.

On peut ajouter au dossier que les reliques de saint Rieul de Senlis, conservées dans la cathédrale, ont été analysées en 1999 selon la technique du carbone 14. Un métacarpe a permis de conclure qu'il y avait 65 % de probabilité pour que son propriétaire soit mort entre 320 et 445 (contre 12 % de probabilité pour la période 260-320, et 20 % pour la période 445-535). S'il s'agit bien du corps de Rieul, il faudrait donc retarder la date de l'évangélisation de la région de Senlis au IVe siècle. Cette date est beaucoup plus probable que celle du IIIe siècle, trop précoce pour la région. En effet, on sait, depuis les fouilles de Marc Durand, que le temple gallo-romain de la forêt d'Halatte proche de Senlis, très actif encore au IIIe siècle, a été violemment détruit vers 385-390. Puis, après une période de faible réactivation liée au maintien du paganisme (les grenouilles de Saint Rieul ?), il est définitivement abandonné vers 400/425.

## La légende des grenouilles
Gérard de Nerval, dans ses Promenades et souvenirs (1854), évoque une légende racontée encore du temps de son enfance, selon laquelle près de Rully (Oise), une foule se serait réunie pour écouter les paroles de saint Rieul. Mais voilà que les grenouilles d’une mare voisine (la source de l'Aunette), d’un concert de coassements, viennent couvrir sa voix. Alors d’un geste, saint Rieul leur impose le silence. Toutes se retrouvent muettes, à l’exception d’une seule. Les grenouilles, tout comme les dragons, sont souvent des métaphores du paganisme des campagnes, vaincu par les évangélisateurs comme Rieul.